# Siras Pur
Siras Pur é uma vila no distrito de North West, no estado indiano de Deli.

## Demografia
Segundo o censo de 2001, Siras Pur tinha uma população de 14 558 habitantes. Os indivíduos do sexo masculino constituem 56% da população e os do sexo feminino 44%. Siras Pur tem uma taxa de literacia de 65%, superior à média nacional de 59,5%: a literacia no sexo masculino é de 73% e no sexo feminino é de 55%. Em Siras Pur, 17% da população está abaixo dos 6 anos de idade.